# Nucli històric de Rasquera
El nucli històric de Rasquera és el centre històric de Rasquera catalogat a l'Inventari del Patrimoni Arquitectònic de Catalunya. El conjunt històric de la vila de Rasquera és a la banda de ponent del nucli urbà, en un turó enlairat respecte a la resta de la població. La zona integra el sector on hi havia l'antic castell de la població, del que no queden restes visibles, i que actualment està delimitat pel traçat del carrer Castell i carrer Major. També es conserven dos dels antics portals que donaven accés al recinte del castell des de l'exterior, tot i que actualment transformats. En aquest sentit també es conserva el pas de comunicació entre el nucli d'habitatges situats a la zona del carrer de Dalt i el propi castell, denominat com a perxe de ca Blai. A l'extrem nord-oest del nucli, destaca el carrer de Tortosa (antigament carrer de la Capella), que dona accés al sector des de l'actual carretera T-302.
Urbanísticament, el nucli està format per carrers estrets i costeruts, amb edificis caracteritzats per estar distribuïts en planta baixa, pis i golfes, amb les típiques obertures a la part superior. El carrer de Tortosa presenta les mateixes característiques anteriors, amb un traçat rectilini i en pendent que dona accés directe al nucli, pel carrer de Baix. Les cases tenen les mateixes característiques que les del centre del nucli, tot i que en aquest cas conserven bona part del revestiment de terra argilosa original, amb restes de pintura blava utilitzada com a símbol de protecció.

## Història
El nucli antic de Rasquera és al vessant occidental de la Serra del Cardó, a l'est del riu Ebre, a una alçada de 174 metres. Sembla que el nucli s'articulà al voltant de castell medieval de Rasquera, del que actualment no queden restes. El castell fou conquerit per Ramon Berenguer IV, qui posteriorment el donà als templers vers l'any 1153, juntament amb el castell de Miravet. Aquesta donació inicial fou confirmada el 1171 pel rei Alfons I, el qual donà de iure hereditario a l'orde del Temple la vila de Rasquera. Així doncs, tant el lloc com el castell, van pertànyer als templers fins a la seva extinció, passant vers el 1317 a mans de la comanda dels hospitalers.
L'actual Carrer Major formaria el que durant segles fou una vila closa. Aquesta tenia tres portals com a mínim: un emplaçat entre Ca Piñol i Ca Joan de la Botiga; altre al final de l'actual carrer del Pou i la per acabar, un situat entre Ca Julio i Ca la Modesta, també dit "la porta de Miravet". Aquesta vila closa no estava tancada per muralles sinó per les façanes posteriors de les cases que formaven l'actual carrer Major.
Fora del clos hi havia altres nuclis: el format pels carrers de Miravet i l'Hospital, el "barrio del Castillo" (Padró del 1817) i el "camí de Tortosa", on se situava una torre de vigilància dita del Codoñol, que podria ser a l'actual carrer Baix, a la casa dita "Codoñera". Altres indrets d'interès arquitectònic de Rasquera són l'església parroquial de sant Joan Baptista del segle xviii, i l'ermita barroca de Sant Domènec, als afores del nucli, elevada per sobre la vila. El 4 d'agost se celebra la festa major consagrada a Sant Domènec de Guzmán, també se celebra el romiatge del Diumenge de Rams a l'ermita de Sant Domingo i la processó de l'Encontre, a la mateixa ermita, per Setmana Santa.